# .ir
.ir è il dominio di primo livello nazionale assegnato all'Iran.
È amministrato dall'Institute for Research in Fundamental Sciences (IPM).
Nel 2010 l'ICANN ha approvato il dominio internazionalizzato ایران., riservato alla lingua persiana.

## Domini di secondo livello
Sono disponibili i seguenti domini di secondo livello:
- ac.ir
- co.ir
- gov.ir
- id.ir
- net.ir
- org.ir
- sch.ir